# Каштелу (Сезимбра)
Каштелу (порт. Castelo) — район (фрегезия) в Португалии, входит в округ Сетубал. Является составной частью муниципалитета Сезимбра. Находится в составе крупной городской агломерации Большой Лиссабон. По старому административному делению входил в провинцию Эштремадура. Входит в экономико-статистический субрегион Полуостров Сетубал, который входит в Лиссабонский регион. Население составляет 15 207 человек на 2001 год. Занимает площадь 178,77 км².